# ساگانو

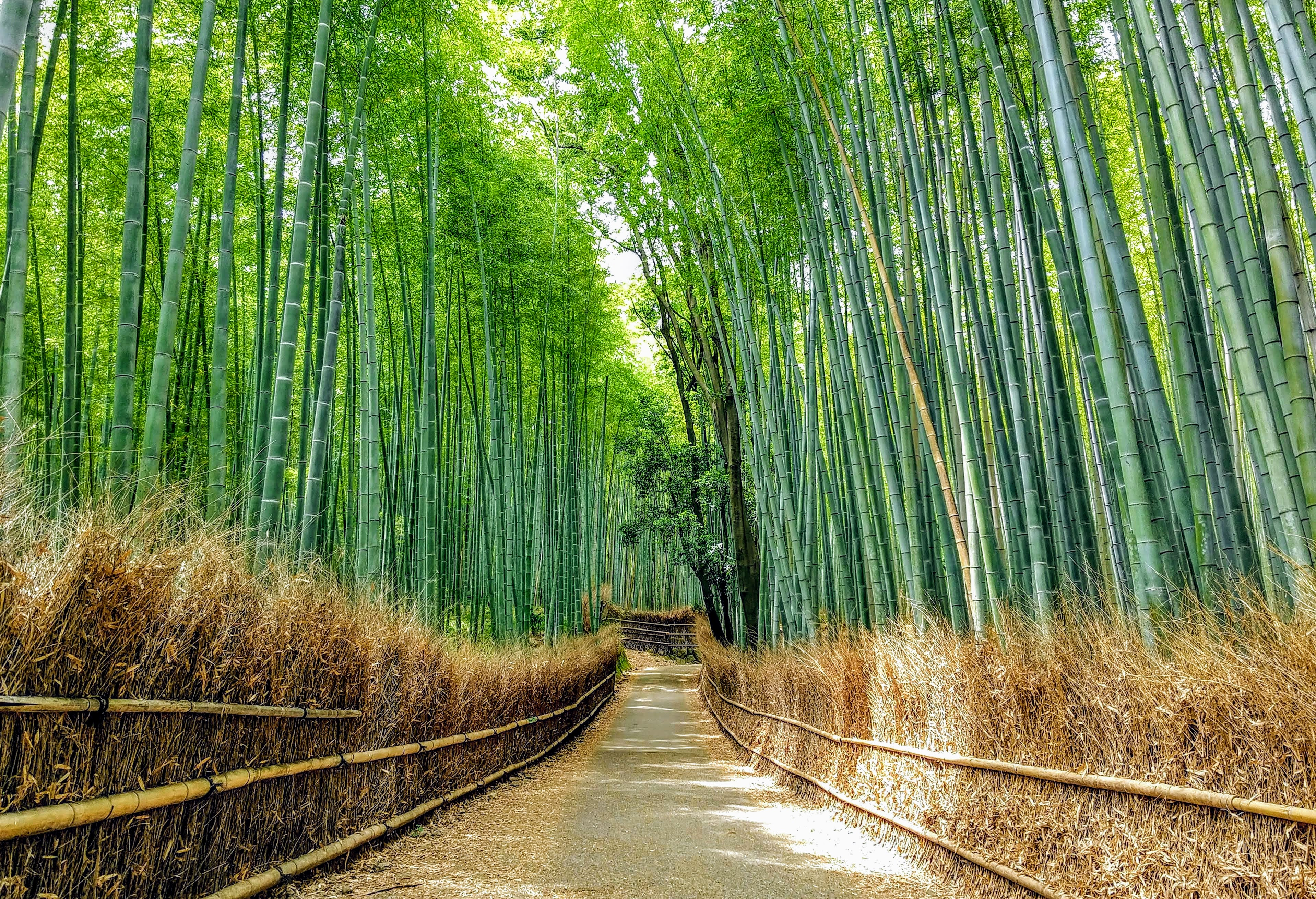
ساگانو

ساگانو ((به ژاپنی: 嵯峨野); نام یک منطقه در استان کیوتو، شهر کیوتو،  اوکیو، کیوتو است. ساگانو یکی از مناطق توریستی و جاذبه های گردشگری در کیوتو است.